# Poggio-d'Oletta
Poggio-d'Oletta é uma comuna francesa na região administrativa de Córsega, no departamento da Alta Córsega. Estende-se por uma área de 16,16 km². 